# Крісті Кестлін
Крісті Кестлін (англ. Kristi Castlin, нар. 7 липня 1988, Атланта, Джорджія, США) — американська легкоатлетка, що спеціалізується на бігу з бар'єрами, бронзова призерка Олімпійських ігор 2016 року.

## Кар'єра
| Рік  | Чемпіонат        | Місце проведення         | Місце | Дисципліна        | Результат |
| ---- | ---------------- | ------------------------ | ----- | ----------------- | --------- |
| 2016 | Олімпійські ігри | Ріо-де-Жанейро, Бразилія | 3     | 100 м з бар'єрами | 12.61     |